# Joseph Wolff (missionnaire)
Pour les articles homonymes, voir Joseph Wolff et Wolff.
Joseph Wolff (Weilersbach (Bavière), 1795 – Isle Brewers (Somerset), 2 mai 1862 (66-67 ans)),  est un juif converti au christianisme et un missionnaire d'origine allemande puis naturalisé britannique. Il a beaucoup voyagé, et est connu comme « le missionnaire pour le monde ». Il a publié plusieurs récits de ses expéditions, en particulier Missionary Journal and Memoir of the Rev. Jeseph Wolf: Missionary to the Jews (2 vol., Londres, 1860).

## Enfance et jeunesse
Le père de Joseph, David Wolff (né en 1760), est nommé en 1790 rabbin de Weilersbach, puis de Kissingen, de Halle sur Saale et d'Uehlfeld.  Entre 1804 et 1807, il est le rabbin de Jebenhausen (Wurtemberg). Il envoie son fils au lycée luthérien de Stuttgart. Joseph se convertit au christianisme par la lecture des livres de Johann Michael von Sailer, évêque de Ratisbonne, et est baptisé en 1812 par l'abbé bénédictin d'Emaüs, près de Prague. Dans ses écrits, il décrit ainsi comment lui est très tôt venue la conviction que Jésus était le Messie (en parlant de lui à la troisième personne) :
Alors qu'il n'avait que sept ans, il se glorifia devant un voisin chrétien âgé du triomphe futur d'Israël lors de l'avènement du Messie. Le vieil homme lui répondit gentiment: « Mon cher garçon, je vais te dire qui est le vrai Messie : c'est Jésus de Nazareth, que tes ancêtres ont crucifié, de même qu'ils ont tué les prophètes de l'ancien temps. Rentre chez toi, lis le cinquante-troisième chapitre d'Ésaïe, et tu sauras que Jésus-Christ est le fils de Dieu. » La conviction de ces propos le frappa. Il rentra chez lui et lut les écritures, et il fut frappé par la perfection avec laquelle Jésus de Nazareth les accomplissait. Les propos du chrétien étaient ils exacts ? Le garçon demanda à son père une explication de la prophétie, mais le silence qui lui répondit fut si sévère qu'il n'osa plus jamais aborder ce sujet. Mais cela ne fit qu'accroître son désir d'en apprendre davantage sur la religion chrétienne[réf. nécessaire]
Wolff devient un orientaliste passionné, et poursuit ses études à l'université Eberhard Karl de Tübingen et à Rome, où il est expulsé de la Congrégation de la Propagande en 1818 pour avoir attaqué la doctrine de l'infaillibilité et critiqué ses tuteurs. Après un court séjour dans le monastère des Rédemptoristes à Val-Sainte, près de Fribourg, en Suisse, il se rend à Londres, où il entre dans l'Église anglicane, et reprend ses études orientalistes et théologiques à l'université de Cambridge.

## Ses voyages

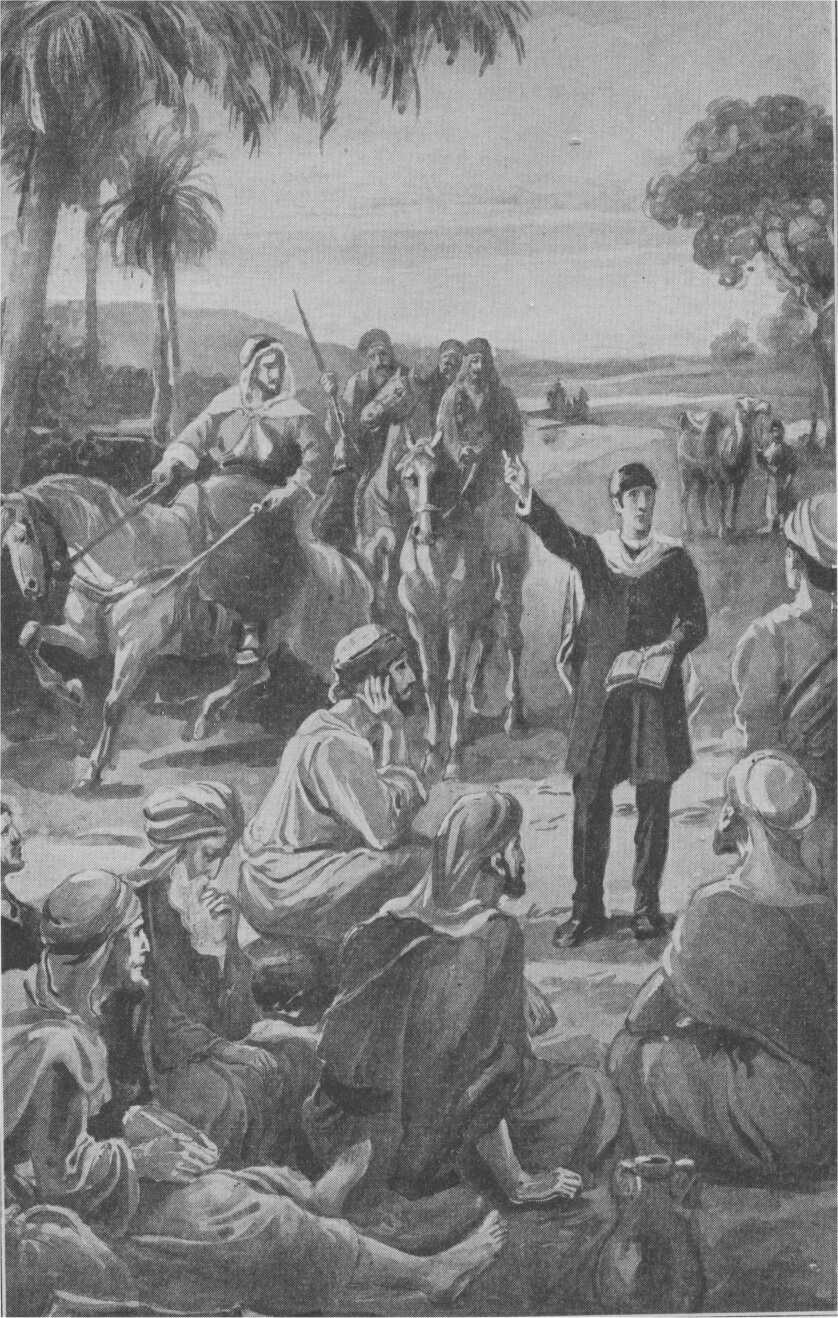
Joseph Wolff prêchant en Palestine

En 1821, Joseph Wolff débute ses missions en Orient en se rendant en Égypte, dans la péninsule du Sinaï, à Jérusalem, à Alep, en Mésopotamie, en Perse, en Géorgie et en Crimée. Il retourne en Angleterre en 1826.
En 1828, Wolff part à la recherche des tribus perdues d'Israël. Il voyage à travers l'Anatolie, l'Arménie, le Turkestan et l'Afghanistan, à Shimla et à Calcutta, rencontrant de nombreux obstacles, et prêchant néanmoins avec enthousiasme. Il poursuit ses voyages à Madras, Pondichéry, Tirunelveli, Goa et Bombay, puis retourne en Angleterre par l'Égypte et Malte.
En 1836, il rencontre Samuel Gobat en Éthiopie, et l'emmène à Djeddah. Il voyage ensuite au Yémen et à Bombay, puis aux États-Unis, où il est ordonné diacre le 26 septembre 1837, à Newark, dans le New Jersey. Le Trinity College de Dublin lui décerne un doctorat honoris causa en droit. Il est ordonné prêtre en 1838 par Richard Mant, évêque de Down. La même année, il est affecté à la paroisse de Linthwaite dans le Yorkshire.
Au cours de son séjour à Boukhara , il apprend qu'un petit groupe isolé croit en la seconde venue du Christ sur la Terre. Les Arabes du Yémen, dit-il, « sont en possession d'un livre intitulé "Seera", qui annonce la venue du Christ et Son règne dans la gloire, et ils s'attendent à de grands événements pour l'année 1840 ». « Au Yémen, j'ai passé six jours avec les Réchabites. Ils ne boivent pas de vin, ne plantent pas de vignes, ne sèment pas, ils vivent sous la tente, et se souviennent des paroles de Jonadab, fils de Récab. Avec eux vivaient les enfants d'Israël, de la tribu de Dan (…) qui attendent, avec les enfants de Récab, la très prochaine l'arrivée du Messie dans les nuées du ciel »,.
En 1843, Wolff se rend à Boukhara (foyer des juifs de Boukhara), pour y chercher des nouvelles de deux officiers britanniques, le colonel Charles Stoddart et le capitaine Arthur Conolly, qui avaient été capturés par Nasrallah Khan, l'émir de Boukhara. Il apprend que les deux captifs avaient été exécutés, et lui-même ne doit la vie sauve, comme il le raconte plus tard, qu'à l'hilarité dont fut saisi l'émir en le voyant apparaitre en grande tenue sacerdotale. Le récit de sa mission connait sept éditions entre 1845 et 1852. Son voyage fut retracé en 1938 par Fitzroy Maclean, alors jeune diplomate voyageant incognito. Fitzroy évoque Wolff dans ses mémoires, « Dangereusement à l'Est », ainsi que, près de cinquante ans plus tard, dans une préface à une biographie du missionnaire.

## Vie privée
En 1826, Joseph Wolff est présenté à lady Georgiana Mary Walpole, une descendante de Robert Walpole (premier ministre du Royaume-Uni entre 1721 et 1742) par Edward Irving. Tous deux se marient le 26 février 1827. En 1830, ils ont un fils, qui est nommé Henry Drummond, en l'honneur d'Henry Drummond (1786–1860), le fondateur de l'Église catholique apostolique. Henry Drummond Wolff devient un diplomate remarqué et un député conservateur.
En 1845, Joseph Wolff est nommé à la paroisse d'Isle Brewers, dans le Somerset. Après la mort de sa première épouse le 16 janvier 1859, il épouse en mai 1861 Louisa Decima, fille de James King, le recteur de l'église londonienne de St Peter le Poer. Il commence à préparer de nouvelles missions, mais il meurt à Isle Brewers le 2 mai 1862.

## Ouvrages
- Missionary Journal and Memoir of the Rev. Jeseph Wolf: Missionary to the Jews, écrit par lui-même ; révisé et édité par John Bayford. Londres, J. Duncan, 1824. Autres éditions: 1827, 1829.
- Researches and Missionary Labours Among the Jews, Mohammedans, and Other Sects. Londres, J. Nisbet & Co., 1835. Réimpressions:
  - Philadelphie, O. Rogers, 1837
- Journal of the Rev. Josepf Wolff. Londres, James Burns, 1839.
- Narrative of a mission to Bokhara, in the years 1843–1845, to ascertain the fate of Colonel Stoddart and Captain Conolly. Londres, J. W. Parker, 1845. Première et deuxième édition (révisée) toutes deux en 1845 Volume 1Volume 2.

Réimpressions :
- - New York, Harper & Bros, 1845
  - Edimbourg et Londres, William Blackwood & Fils, 1848
  - New York, Arno Press, 1970  (ISBN 0-405-03072-X)
  - Elibron Classics, 2001,  (ISBN 1-4021-6116-6)
  - A mission to Bokhara. Édité et abrégée avec une introduction par Guy Wint. Londres, Routledge & K. Paul, 1969.  (ISBN 0-7100-6456-X)
- Travels and adventures of the Rev. Joseph Wolff .  Londres, Saunders, Otley et Co., 1861.